# Aeroportul Tambacounda
Aeroportul Tambacounda (IATA: TUD, ICAO: GOTT) este un aeroport din Tambacounda, Tambacounda⁠(d), Regiunea Tambacounda, Senegal ce deservește zona Tambacounda. A fost numit după zona deservită.
Situat la o altitudine de 49 m, aeroportul dispune de 1 pistă.

## Infrastructură

### Piste
Aeroportul dispune de o singură pistă. Pista 06/24 are suprafața de Bitum și dimensiunile 2.000 m × 30 m. 